# Shane Reed
Pour les articles homonymes, voir Reed.
Shane Reed né le 16 juin 1973 à Palmerston North (Île du Nord) et mort le 30 octobre 2022 est un triathlète néo-zélandais. Il est champion d'Océanie de triathlon et triple champion du monde d'aquathlon.

## Biographie
Shane Reed est le frère de l'aquathlète et triathlète américain Matthew Reed.

## Palmarès
Le tableau présente les résultats les plus significatifs (podium) obtenus sur le circuit international de triathlon et d'aquathlon depuis 1998.
| Année | Compétition                                              | Pays             | Position           | Temps           |
| ----- | -------------------------------------------------------- | ---------------- | ------------------ | --------------- |
| 2008  | Championnat d'Océanie                                    | Nouvelle-Zélande | Médaille d'or      | 1 h 55 min 29 s |
| 2006  | Ironman 70.3 St. Croix                                   | États-Unis       | Médaille de bronze | 4 h 9 min 18 s  |
| 2004  | Championnats du monde d'aquathlon                        | Portugal         | Médaille d'or      | 0 h 29 min 24 s |
| 2004  | Coupe du monde - l'étape de Tiszaújváros                 | Hongrie          | Médaille d'or      | 1 h 41 min 33 s |
| 2004  | Coupe d'Europe - l'étape de Zundert                      | Pays-Bas         | Médaille d'or      | 1 h 44 min 37 s |
| 2002  | Coupe du monde - l'étape de St. Anthony - St. Petersburg | États-Unis       | Médaille d'argent  | 1 h 53 min 47 s |
| 2000  | Coupe du monde - l'étape de Tiszaújváros                 | Hongrie          | Médaille d'argent  | 1 h 46 min 3 s  |
| 1999  | Championnats du monde d'aquathlon                        | Australie        | Médaille d'or      | 0 h 32 min 47 s |
| 1999  | Coupe du monde - l'étape de Noosa                        | Australie        | Médaille d'or      | 1 h 43 min 38 s |
| 1998  | Championnats du monde d'aquathlon                        | Australie        | Médaille d'or      | 0 h 26 min 18 s |
| 1998  | Coupe du monde - l'étape de Tiszaújváros                 | Hongrie          | Médaille d'argent  | 1 h 45 min 0 s  |